# Coupe du monde des clubs de la FIFA 2012
Navigation
Japon 2011 Maroc 2013
La Coupe du monde des clubs 2012 est la 9e édition de la Coupe du monde des clubs de la FIFA.  Elle s'est tenue du 6 au 16 décembre 2012 au Japon pour la sixième fois de son histoire. Le pays organisateur a été choisi en mai 2008 par la Fédération internationale de football association (FIFA).
Les clubs champions continentaux des six confédérations continentales de football disputent le tournoi en compagnie du champion du pays organisateur.

## Candidatures
Quatre pays se sont portés candidats à l'organisation de cette compétition :
- Japon
- Australie
- Portugal
- Émirats arabes unis

Après le retrait du Portugal, la FIFA annonce en mai 2008, que les Émirats arabes unis organiseront les éditions 2009 et 2010 de la compétition et que le Japon organisera les deux éditions suivantes,.
Lors de sa visite au Japon le 23 mai 2011, Sepp Blatter, le président de la FIFA, confirme que le pays organisera les deux compétitions et ce malgré le séisme et le tsunami qui ont ravagé le pays en 2011.

## Clubs qualifiés
Les équipes participant à la compétition, sont les vainqueurs des plus grandes compétitions inter-clubs de chaque confédération. Le vainqueur de la confédération océanienne doit quant à lui affronter le vainqueur du championnat du pays hôte.
| Club                     | Pays                     | Confédération            | Épreuve qualificative                        |
| Rentrent en demi-finales | Rentrent en demi-finales | Rentrent en demi-finales | Rentrent en demi-finales                     |
| ------------------------ | ------------------------ | ------------------------ | -------------------------------------------- |
| Chelsea FC               | Angleterre               | UEFA                     | Ligue des champions de l'UEFA 2011-2012      |
| SC Corinthians           | Brésil                   | CONMEBOL                 | Copa Libertadores 2012                       |
| Rentrent au second tour  |                          |                          |                                              |
| CF Monterrey             | Mexique                  | CONCACAF                 | Ligue des champions de la CONCACAF 2011-2012 |
| Al Ahly SC               | Égypte                   | CAF                      | Ligue des champions de la CAF 2012           |
| Ulsan Hyundai            | Corée du Sud             | AFC                      | Ligue des champions de l'AFC 2012            |
| Rentrent au premier tour |                          |                          |                                              |
| Auckland City            | Nouvelle-Zélande         | OFC                      | Ligue des champions de l'OFC 2011-2012       |
| Sanfrecce Hiroshima      | Japon                    | AFC                      | Japan League 2012 (pays hôte)                |

## Organisation
| \| Toyota Yokohama \| Sites de la Coupe du monde des clubs 2012 |
| Toyota Yokohama                                                 |

| Toyota Yokohama |

| \| Toyota Yokohama \| Sites de la Coupe du monde des clubs 2012 |
| Toyota Yokohama                                                 |

| Toyota Yokohama |

| Premier tour           | 6 décembre     |
| Second tour            | 9 décembre     |
| Match pour la 5e place | 12 décembre    |
| Demi-finales           | 12-13 décembre |
| Match pour la 3e place | 16 décembre    |
| Finale                 | 16 décembre    |

| Afrique - Djamel Haimoudi Assistants : - Redouane Achik - Abdelhak Etchiali Asie - Nawaf Shukralla - Alireza Faghani (réserve) Assistants : - Ebrahim Saleh - Yaser Tulefat - Hassan Kamranifar (réserve) - Reza Sokhandan (réserve) Europe - Cüneyt Çakır Assistants : - Bahattin Duran - Tarık Ongun | CONCACAF - Marco Antonio Rodríguez Assistants : - Marvin Torrentera - Marcos Quintero Océanie - Peter O'Leary Assistants : - Jan-Hendrik Hintz - Ravinesh Kumar CONMEBOL - Carlos Vera Assistants : - Christian Lescano - Byron Romero |

## Tournoi
Les rencontres du tournoi se disputent selon les lois du jeu, qui sont les règles du football définies par l'International Football Association Board (IFAB).
En cas d'égalité à l'issue du temps réglementaire, une prolongation de 30 minutes est jouée et le cas échéant une séance de tirs au but. Pour les matchs de classement (troisième et cinquième places), il n'y a pas de prolongation, seule la séance de tirs au but est éventuellement jouée.
Le tirage au sort a lieu le 24 septembre 2012 à Zurich, au siège de la FIFA.

### Tableau
|  | 1er tour               | 1er tour             |                        |               | 2e tour             | 2e tour             |                 |                 | Demi-finales | Demi-finales |  |  | Finale                 | Finale                 |
|  | 6 décembre - Yokohama  |                      |                        |               |                     |                     |                 |                 |              |              |  |  |                        |                        |
|  | Sanfrecce Hiroshima    | 1                    |                        |               | 9 décembre - Toyota | 9 décembre - Toyota |                 |                 |              |              |  |  |                        |                        |
|  | Sanfrecce Hiroshima    | 1                    |                        |               | 9 décembre - Toyota | 9 décembre - Toyota |                 |                 |              |              |  |  |                        |                        |
|  | Auckland City          | 0                    |                        |               | Sanfrecce Hiroshima | 1                   |                 |                 |              |              |  |  |                        |                        |
|  | Auckland City          | 0                    | 12 décembre - Toyota   |               | Sanfrecce Hiroshima | 1                   |                 |                 |              |              |  |  |                        |                        |
|  |                        |                      |                        |               | Al Ahly SC          | 2                   |                 |                 |              |              |  |  |                        |                        |
|  | Al Ahly SC             | 0                    |                        |               | Al Ahly SC          | 2                   |                 |                 |              |              |  |  |                        |                        |
|  | Al Ahly SC             | 0                    |                        |               |                     |                     |                 |                 |              |              |  |  |                        |                        |
|  |                        |                      | SC Corinthians         | 1             |                     |                     |                 |                 |              |              |  |  |                        |                        |
|  |                        |                      | SC Corinthians         | 1             |                     |                     |                 |                 |              |              |  |  |                        |                        |
|  |                        |                      | 16 décembre - Yokohama |               |                     |                     |                 |                 |              |              |  |  |                        |                        |
|  |                        |                      |                        |               |                     |                     |                 |                 |              |              |  |  |                        |                        |
|  | SC Corinthians         | 1                    |                        |               |                     |                     |                 |                 |              |              |  |  |                        |                        |
|  | SC Corinthians         | 1                    | 9 décembre - Toyota    |               |                     |                     |                 |                 |              |              |  |  |                        |                        |
|  |                        | Chelsea FC           | 0                      |               |                     |                     |                 |                 |              |              |  |  |                        |                        |
|  |                        |                      | 0                      | Ulsan Hyundai | 1                   |                     |                 |                 |              |              |  |  |                        |                        |
|  | 13 décembre - Yokohama |                      |                        | Ulsan Hyundai | 1                   |                     |                 |                 |              |              |  |  |                        |                        |
|  |                        | CF Monterrey         | 3                      |               |                     |                     |                 |                 |              |              |  |  |                        |                        |
|  | CF Monterrey           | CF Monterrey         | 3                      | 1             |                     |                     |                 |                 |              |              |  |  |                        |                        |
|  | CF Monterrey           | Cinquième place      | Cinquième place        | 1             |                     |                     | Troisième place | Troisième place |              |              |  |  |                        |                        |
|  |                        | Cinquième place      | Cinquième place        |               | Chelsea FC          | 3                   | Troisième place | Troisième place |              |              |  |  |                        |                        |
|  | Ulsan Hyundai          | 2                    | Al Ahly SC             | 0             | Chelsea FC          | 3                   |                 |                 |              |              |  |  |                        |                        |
|  | Ulsan Hyundai          | 2                    | Al Ahly SC             | 0             |                     |                     |                 |                 |              |              |  |  |                        |                        |
|  | Sanfrecce Hiroshima    | 3                    | CF Monterrey           | 2             |                     |                     |                 |                 |              |              |  |  |                        |                        |
|  | Sanfrecce Hiroshima    | 3                    | CF Monterrey           | 2             |                     |                     |                 |                 |              |              |  |  |                        |                        |
|  | 12 décembre - Toyota   | 12 décembre - Toyota |                        |               |                     |                     |                 |                 |              |              |  |  | 16 décembre - Yokohama | 16 décembre - Yokohama |

### Premier tour
| 6 décembre 2012 | Sanfrecce Hiroshima  | 1 - 0   | Auckland City | Stade Nissan, Yokohama                           |                                                  |
| 19 h 45 (UTC+9) | Toshihiro Aoyama 66e | (0 - 0) |               | Spectateurs : 25 174 Arbitrage : Djamel Haimoudi | Spectateurs : 25 174 Arbitrage : Djamel Haimoudi |
| 19 h 45 (UTC+9) | Rapport              |         |               | Spectateurs : 25 174 Arbitrage : Djamel Haimoudi | Spectateurs : 25 174 Arbitrage : Djamel Haimoudi |

### Second tour
| 9 décembre 2012 | Ulsan Hyundai   | 1 - 3   | CF Monterrey                                                   | Stade de Toyota, Toyota                       |                                               |
| 16 h (UTC+9)    | Lee Keun-ho 88e | (0 - 1) | 9e Jesús Manuel Corona · 77e César Delgado · 84e César Delgado | Spectateurs : 20 353 Arbitrage : Cüneyt Çakır | Spectateurs : 20 353 Arbitrage : Cüneyt Çakır |
| 16 h (UTC+9)    | Rapport         |         |                                                                | Spectateurs : 20 353 Arbitrage : Cüneyt Çakır | Spectateurs : 20 353 Arbitrage : Cüneyt Çakır |

| 9 décembre 2012 | Sanfrecce Hiroshima | 1 - 2   | Al Ahly SC                                  | Stade de Toyota, Toyota                      |                                              |
| 19 h 30 (UTC+9) | Hisato Satō 32e     | (1 - 1) | 15e Al-Sayed Hamdy · 57e Mohamed Aboutreika | Spectateurs : 27 314 Arbitrage : Carlos Vera | Spectateurs : 27 314 Arbitrage : Carlos Vera |
| 19 h 30 (UTC+9) | Rapport             |         |                                             | Spectateurs : 27 314 Arbitrage : Carlos Vera | Spectateurs : 27 314 Arbitrage : Carlos Vera |

### Match pour la cinquième place
| 12 décembre 2012 | Ulsan Hyundai                            | 2 - 3   | Sanfrecce Hiroshima                                      | Stade de Toyota, Toyota                          |                                                  |
| 16 h 30 (UTC+9)  | Hiroki Mizumoto 17e (csc) · Lee Yong 90e | (1 - 1) | 35e Satoru Yamagishi · 56e Hisato Satō · 75e Hisato Satō | Spectateurs : 17 581 Arbitrage : Nawaf Shukralla | Spectateurs : 17 581 Arbitrage : Nawaf Shukralla |
| 16 h 30 (UTC+9)  | Rapport                                  |         |                                                          | Spectateurs : 17 581 Arbitrage : Nawaf Shukralla | Spectateurs : 17 581 Arbitrage : Nawaf Shukralla |

### Demi-finales
| 12 décembre 2012 | Al Ahly SC | 0 - 1   | SC Corinthians     | Stade de Toyota, Toyota                          |                                                  |
| 19 h 30 (UTC+9)  |            | (0 - 1) | 30e Paolo Guerrero | Spectateurs : 31 417 Arbitrage : Marco Rodríguez | Spectateurs : 31 417 Arbitrage : Marco Rodríguez |
| 19 h 30 (UTC+9)  | Rapport    |         |                    | Spectateurs : 31 417 Arbitrage : Marco Rodríguez | Spectateurs : 31 417 Arbitrage : Marco Rodríguez |

| 13 décembre 2012 | CF Monterrey       | 1 - 3   | Chelsea FC                                                    | Stade Nissan, Yokohama                       |                                              |
| 19 h 30 (UTC+9)  | Aldo de Nigris 90e | (0 - 1) | 17e Juan Mata · 46e Fernando Torres · 48e (csc) Dárvin Chávez | Spectateurs : 36 648 Arbitrage : Carlos Vera | Spectateurs : 36 648 Arbitrage : Carlos Vera |
| 19 h 30 (UTC+9)  | Rapport            |         |                                                               | Spectateurs : 36 648 Arbitrage : Carlos Vera | Spectateurs : 36 648 Arbitrage : Carlos Vera |

### Match pour la troisième place
| 16 décembre 2012 | Al Ahly SC | 0 - 2   | CF Monterrey                               | Stade Nissan, Yokohama                         |                                                |
| 16 h 30 (UTC+9)  |            | (0 - 1) | 3e Jesús Manuel Corona · 66e César Delgado | Spectateurs : 56 301 Arbitrage : Peter O'Leary | Spectateurs : 56 301 Arbitrage : Peter O'Leary |
| 16 h 30 (UTC+9)  | Rapport    |         |                                            | Spectateurs : 56 301 Arbitrage : Peter O'Leary | Spectateurs : 56 301 Arbitrage : Peter O'Leary |

### Finale
| Finale                           | SC Corinthians     | 1 - 0   | Chelsea FC | Stade Nissan, Yokohama | |
| 16 décembre 2012 19 h 30 (UTC+9) | Paolo Guerrero 69e | (0 - 0) |            | Spectateurs : 68 275 Arbitrage : Cüneyt Çakır (Principal) Bahattin Duran (Assistant) Tarık Ongun (Assistant) Alireza Faghani (Quatrième) | Spectateurs : 68 275 Arbitrage : Cüneyt Çakır (Principal) Bahattin Duran (Assistant) Tarık Ongun (Assistant) Alireza Faghani (Quatrième) |
| 16 décembre 2012 19 h 30 (UTC+9) | Rapport            |         |            | Spectateurs : 68 275 Arbitrage : Cüneyt Çakır (Principal) Bahattin Duran (Assistant) Tarık Ongun (Assistant) Alireza Faghani (Quatrième) | Spectateurs : 68 275 Arbitrage : Cüneyt Çakır (Principal) Bahattin Duran (Assistant) Tarık Ongun (Assistant) Alireza Faghani (Quatrième) |

| SC Corinthians | Chelsea FC |

| G               | 12 | Cássio               |  |     |   |     |
| D               | 2  | Alessandro (en)      |  |     |   |     |
| D               | 13 | Paulo André          |  |     |   |     |
| D               | 3  | Chicão (en)          |  |     |   |     |
| D               | 6  | Fábio Santos         |  |     |   |     |
| M               | 8  | Paulinho             |  |     |   |     |
| M               | 5  | Ralf                 |  |     |   |     |
| M               | 20 | Danilo               |  |     |   |     |
| M               | 23 | Jorge Henrique       |  | 56e |   |     |
| A               | 11 | Emerson              |  | 90e |   |     |
| A               | 9  | Paolo Guerrero       |  | 69e | 0 | 86e |
| Remplacements : |    |                      |  |     |   |     |
| A               | 7  | Juan Manuel Martínez |  | 86e |   |     |
| D               | 4  | Wallace Reis (en)    |  | 90e |   |     |
| Entraîneur :    |    |                      |  |     |   |     |
| Tite            |    |                      |  |     |   |     |

| G               | 1  | Petr Čech          |  |     |
| D               | 2  | Branislav Ivanović |  | 83e |
| D               | 4  | David Luiz         |  | 72e |
| D               | 24 | Gary Cahill        |  | 90e |
| D               | 3  | Ashley Cole        |  |     |
| M               | 8  | Frank Lampard      |  |     |
| M               | 7  | Ramires            |  |     |
| M               | 13 | Victor Moses       |  | 72e |
| M               | 10 | Juan Mata          |  |     |
| A               | 17 | Eden Hazard        |  | 87e |
| A               | 9  | Fernando Torres    |  |     |
| Remplacements : |    |                    |  |     |
| M               | 11 | Oscar              |  | 72e |
| D               | 28 | César Azpilicueta  |  | 83e |
| A               | 21 | Marko Marin        |  | 87e |
| Entraîneur :    |    |                    |  |     |
| Rafael Benítez  |    |                    |  |     |

## Récompenses
| Rang | Club                | Pays             | Prime       |
| ---- | ------------------- | ---------------- | ----------- |
| 1    | SC Corinthians      | Brésil           | 5 000 000 $ |
| 2    | Chelsea FC          | Angleterre       | 4 000 000 $ |
| 3    | CF Monterrey        | Mexique          | 2 500 000 $ |
| 4    | Al Ahly SC          | Égypte           | 2 000 000 $ |
| 5    | Sanfrecce Hiroshima | Japon            | 1 500 000 $ |
| 6    | Ulsan Hyundai       | Corée du Sud     | 1 000 000 $ |
| 7    | Auckland City       | Nouvelle-Zélande | 500 000 $   |

| Prix              | Lauréat        | Club           |
| ----------------- | -------------- | -------------- |
| Ballon d'or       | Cássio         | SC Corinthians |
| Ballon d'argent   | David Luiz     | Chelsea FC     |
| Ballon de bronze  | Paolo Guerrero | SC Corinthians |
| Prix du fair-play | CF Monterrey   | CF Monterrey   |

## Classement des buteurs
| Rang | Joueur              | Club                | Buts |
| ---- | ------------------- | ------------------- | ---- |
| 1    | Hisato Satō         | Sanfrecce Hiroshima | 3    |
| 1    | César Delgado       | CF Monterrey        | 3    |
| 3    | Jesús Manuel Corona | CF Monterrey        | 2    |
| 3    | Paolo Guerrero      | SC Corinthians      | 2    |

| Joueurs ayant inscrit un but | Joueurs ayant inscrit un but | Joueurs ayant inscrit un but | Joueurs ayant inscrit un but |
| ---------------------------- | ---------------------------- | ---------------------------- | ---------------------------- |
| 5                            | Aldo de Nigris               | CF Monterrey                 | 1                            |
| 5                            | Toshihiro Aoyama             | Sanfrecce Hiroshima          | 1                            |
| 5                            | Satoru Yamagishi             | Sanfrecce Hiroshima          | 1                            |
| 5                            | Lee Keun-Ho                  | Ulsan Hyundai                | 1                            |
| 5                            | Lee Yong                     | Ulsan Hyundai                | 1                            |
| 5                            | Al-Sayed Hamdy               | Al Ahly SC                   | 1                            |
| 5                            | Mohamed Aboutreika           | Al Ahly SC                   | 1                            |
| 5                            | Juan Mata                    | Chelsea FC                   | 1                            |
| 5                            | Fernando Torres              | Chelsea FC                   | 1                            |